# 鹿ケ谷かぼちゃ
鹿ケ谷かぼちゃ（ししがたにかぼちゃ）はカボチャの一品種で京野菜（京都府の地域伝統野菜）の一つである。

## 歴史・文化
文化年間に津軽国よりカボチャの種子を持ち帰った山城国粟田村（現・京都市東山区粟田口）の農夫が愛宕郡鹿ヶ谷村（現・左京区鹿ヶ谷）の農家に分け栽培されるようになった。当初は菊座型であったが栽培のうちにヒョウタンのような形状となったといわれる。明治の中頃までは京都市内を代表するカボチャだったが、昭和に入ってからは生産性に優れた他品種へ転換され、作付面積は激減した。現在は洛北を中心に綾部市でブランド野菜として栽培、出荷されている。
左京区にある安楽寺では、毎年7月25日に「かぼちゃ供養」が行われ、このカボチャを供える。

## 特徴
果実は1個2～3キロになる。ひょうたんの形が特徴的だが、変異があり一定ではない。株あたり2～4個着果し、果皮は熟すにしたがって深緑色からオレンジ色へと変化する。晩成種に属し、収穫期は7月上旬～8月中旬。10アールあたり3トン程度の収穫がある。
海老射込み、そぼろあんかけ、煮付けや天ぷらなどの食材となる。また、食用のほか画材や装飾用にも用いられる。